# Marvin Spevack
Marvin Spevack (* 17. Dezember 1927 in New York City; † 6. Februar 2013 in Münster) war ein US-amerikanischer Anglist und Hochschullehrer.

## Leben und Wirken
Marvin Spevack studierte Anglistik am City College New York und erwarb dort 1948 den Bachelorgrad. Anschließend setzte er sein Studium an der Harvard University fort, wo er 1950 die Magisterprüfung ablegte und 1953 zum Ph.D. promovierte. Bis 1955 folgte sein Militärdienst. Von 1955 bis 1961 arbeitete er als Lehrer bzw. wissenschaftlicher Assistent am City College New York. Von 1961 bis 1963 war er Dozent an der Universität Münster und der Universität München. Im Jahre 1963 übernahm er eine Professur für Englische Philologie an der Universität Münster, die er bis zu seinem Eintritt in den Ruhestand 1989 innehatte. Hinzu kamen Forschungsaufenthalte und Gastprofessuren an verschiedenen wissenschaftlichen Einrichtungen und Universitäten in den USA und in Deutschland. Von 1974 bis 1989 war er außerdem Direktor des Institutum Erasmianum in Münster, das sich vor allem der Buchwissenschaft widmet.
Spevack wurde seit seinem Studium an der Harvard University zu einem Shakespeare-Forscher. Als solcher war er von 1970 bis 1998 mit der Folger Shakespeare Library in Washington, D.C. eng verbunden. Besonders hervorzuheben ist seine neunbändige Konkordanz zu Shakespeares Werken und ein umfangreicher Thesaurus. Außerdem trat er als Herausgeber einiger Werke Shakespeares hervor und beschäftigte sich mit dem Wirken früherer britischer Literaturwissenschaftler.

## Veröffentlichungen (Auswahl)
- A complete and systematic concordance to the works of Shakespeare. Neun Bände. Olms, Hildesheim 1968–1980.
- The Harvard concordance to Shakespeare. Olms, Hildesheim 1973, ISBN 3-487-04852-3.
- (Hrsg.): Robert Burton / Philosophaster (1606). Olms, Hildesheim 1984, ISBN 3-487-07208-4.
- (Hrsg.): William Shakespeare / Comedies, histories, and tragedies. Published according to the true original copies [the Second, Third and Fourth Folio editions reprod. in facs.] Drei Bände. Brewer, Cambridge 1985, ISBN 0-85991-199-3.
- (Hrsg.): William Shakespeare / Julius Caesar (= The New Cambridge Shakespeare). Cambridge University Press, Cambridge 1988, ISBN 0-521-22220-6 (3. Aufl. 2017, ISBN 978-1-107-08866-5).
- (Hrsg.): William Shakespeare / Antonius and Cleopatra (= A new variorum edition of Shakespeare). 2. Auflage. Modern Language Assoc. of America, New York 1991, ISBN 0-87352-286-9.
- A Shakespeare thesaurus. Olms, Hildesheim 1993, ISBN 3-487-09775-3 (Neudruck 2002, ISBN 3-487-09776-1).
- James Orchard Halliwell-Phillipps. A classified bibliography. Olms, Hildesheim 1997, ISBN 3-487-10369-9.
- (Hrsg.): A Victorian chronicle. The diary of Henrietta Halliwell-Phillipps. Olms, Hildesheim 1999, ISBN 3-487-10966-2.
- James Orchard Halliwell-Philipps. The life and works of the Shakespearean scholar and bookman. Shepheard-Walwyn, London 2001, ISBN 1-58456-051-7.
- (Hrsg.): Israel D'Israeli on books. Pre-Victorian essays on the history of literature. The British Library, London 2004, ISBN 0-7123-4829-8.
- Curiosities revisited - the works of Isaac D'Israeli. Olms, Hildesheim 2007, ISBN 978-3-487-13400-0.
- Sidney Lee. Biographer, Skakespearean, comparatist, educator. Olms, Hildesheim 2009, ISBN 978-3-487-14265-4.
- The works of Francis Turner Palgrave. A descriptive study. Verlag-Haus Monsenstein und Vannerdat, Münster 2012, ISBN 978-3-8405-0056-5.
- A Shakespearean Constellation. J. O. Halliwell-Phillipps and friends. Verlag-Haus Monsenstein und Vannerdat, Münster 2013, ISBN 978-3-8405-0078-7.

Festschrift
- Bernhard Fabian, Kurt Tetzeli von Rosador (Hrsg.): Shakespeare. Text, language, criticism. Essays in honour of Marvin Spevack. Olms-Weidmann, Hildesheim 1987, ISBN 3-487-07959-3.